# 小寺元武
小寺 元武（こでら もとたけ）は、戦国時代から江戸時代初期にかけての武将。毛利氏の家臣。防長経略時には豊後国の大名・大友義鎮（大友宗麟）との交渉で活躍し、大友義鎮から偏諱を用いた鎮賢（しげかた）という名を与えられており、その後は主に伯耆国や因幡国において活躍した。

## 生涯

### 備後堀越城主に仕える
元武の詳しい出自は不明であるが、初めは備後国世羅郡堀越の堀越城主である小寺敬秀に仕えた。
しかし、天文15年（1546年）4月頃に小寺敬秀が死去し、敬秀の死去について元武を含む堀越城の重臣達から連絡を受けた安芸国高田郡の吉田郡山城を本拠とする国人・毛利元就は、同年5月2日に堀越城の林新左衛門尉、重安筑後守、林四郎次郎、井上与三左衛門尉、元武、永末三郎左衛門に書状を送って、「敬秀のことは是非に及ばず、ただ今特に申し合わせるところにこのようなことになってしまい残念である。堀越城については変わらずの昵懇を頼みたく、疎意があってはならない」と伝え、翌5月3日には同じ宛先に井上元景（後の井上元有）、国司元保、児玉就方を派遣するので状況を伝えて相談してほしい旨を伝えている。
元武ら堀越城の重臣達は5月10日までに元就との昵懇を誓う連署起請文を提出し、それに対して井上元景、児玉就方、国司元保は堀越城の重臣からの起請文の文面の通り長久の御届が肝要であり、元就の事も余儀があってはならない旨を連署起請文で返信した。また、同日に堀越城の家臣達における取り決めについてを箇条書きで残しており、①堀越城の跡目について元就の御意に任せる事、②所々の知行分けの事、③各々が別心を持たず人質を出す事、④進退落着の事、⑤傍輩中の事、以上5ヶ条を挙げ、5月16日には⑥小寺敬秀の後家の落着に関わる事を追加した。以上の箇条書については元就が判を据えて承認している。
同年5月12日、元就・隆元父子が連名で井上元景、国司元保、児玉就方の3人と、堀越城の家臣達へそれぞれ書状を送っており、井上元景、国司元保、児玉就方の3人に対しては「堀越城の重臣達から嘆願があったので、どこへも渡さないという配慮を3人が当然しているとに聞き及んでいる。この事についてはどこから申されても、堀越城の家臣達が安心に思うようによくよく申すように」と伝え、堀越城の家臣達に対しては、「毛利氏に対して各々が昵懇であり、別儀があってはならないとの起請文は誠に懇ろの至りで本望である。そのため、堀越城の家臣達の進退については、神も照覧されているため、疎意があってはならない」と伝えている。
その後も堀越城と毛利氏でのやり取りは続き、同年5月24日に児玉就忠は永末三郎左衛門尉と元武への返書で「仰せの様にこの間各々が参じて万事相談していますが、細かいことを話すところで時間が経ってしまったので、こちらにお出でになってほしいとのことで、この趣については井上元景から伝えます。また、弟の児玉就方へ御懇意について申し聞かせます」と伝え、翌5月25日に井上元景は永末三郎左衛門尉と元武へ返書を送って対応の遅延を詫びると共に、5月10日に堀越城の家臣たちが作成した箇条書に元就が判を据えて承認した事、市の制札については元就ではなく奉行の者が判をする事、堀越城の家臣達の訪問はいつでも良いが急ぐ方が良い事、5人が一度来訪し重安殿（重安筑後守）が来れば元就が会う事、林新左衛門尉と元景の言い分についての事、御番衆15、6人を申し付ける事、返書の内容を重安筑後守、林四郎次郎、井上与三左衛門尉にも言伝する事などを伝えた。
天文16年（1547年）3月23日、井上元景、児玉就忠、国司就信の連名で、万福寺での小寺敬秀の追善供養のために惣毛袖緒浅黄の具足と俵物40俵を贈る旨を永末越中守と元武に対して伝えている。なお、この書状で元武の宛名が「小寺十郎左衛門」に変わっていることから、天文15年（1546年）5月26日から天文16年（1547年）3月22日の間に元武が通称を「又十郎」から「十郎左衛門尉」に変えていることが分かる。

### 毛利氏家臣に
備後堀越城主・小寺敬秀死去後の毛利氏とのやり取りが終わった後は毛利元就に仕え、同年6月29日に毛利元就・隆元父子から備後国世羅郡の本郷と京丸の内の30貫の地を給地として与えられ、同年7月2日には備後国世羅郡の寺町と京丸の内で30貫目の知行地を与えられた。
天文17年（1548年）10月10日、毛利元就・隆元父子から備後国世羅郡重永の内の三郎丸名半分15貫目を屋敷分の給地として与えられる。なお、同日に井上元有と児玉就忠が連署の副状を発給している。
天文19年（1550年）、毛利元就が備中方面のことに関して沼田小早川氏家臣である生口氏、瀬戸氏、末長氏らを備後国手城に急遽差し上らせ、5月27日には元武も備中方面での調略のため、油断なく用意して沼田小早川氏家臣たちと同様に出発することを元就から児玉就忠を通して命じられる。
天文21年（1552年）9月8日、備中国小田郡笠岡に関する元武の尽力により、小早川隆景から備中国小田郡広浜の田畠2町7反余を与えられる。なお、2町7反余の田畠は小さく一見して軽い恩賞のように見えるかもしれないが、当時の広浜は海辺の小村で耕地の少ない土地だったと考えられているため、必ずしも軽い恩賞とは言えないとする見解がある。
天文22年（1553年）頃の11月22日、備中国賀陽郡服部における合戦で敵1人を討ち取ったことについて毛利元就・隆元父子から賞賛される。
天文23年（1554年）12月21日、毛利元就・隆元父子から備後国三谿郡江田において1町5反の地を給地として与えられる。

### 大友氏との交渉
天文24年（1555年）10月1日の厳島の戦いで毛利氏が陶晴賢を討ち取った直後から防長経略を進める中、もし大内義長の実兄である大友義鎮（後の大友宗麟）が大内氏に援軍を出すようであれば、大内氏と大友氏を同時に相手することになって毛利氏にとって一大事となるため、毛利元就は大友氏と交渉を行うために元武と小倉元悦を豊後国の府内に派遣した。豊後派遣に際して毛利隆元は元武に被官1人、小者3人、中間2人を随行させている。
元武と大友氏との具体的な交渉内容は不明であるが、元武は数ヶ月に渡って交渉を続け、毛利氏が大内氏を攻める際に大友氏が介入しないことに同意を得ることに成功した。これら数ヶ月に渡る元武の尽力に感心した大友義鎮は弘治2年（1556年）4月14日に元武を佐渡守に任じている。さらに同年4月18日に大友義鎮は毛利又三郎を使者として元就・隆元父子に書状を送り、元武の府内における長期間の尽力を労っている。
また、当時筑前国や豊前国の大内方諸勢力の中には大内氏の衰退に乗じて独立を図る者が現れており、同年7月には秋月文種が独立を企てたため、大内義長は麻生鑑益や佐田隆居に秋月氏討伐を命じている。そのような情勢下で、九州北部における大内方勢力の動揺に乗じて大友氏に大内氏を牽制させるべく、同年8月に元就は再び元武を大友氏との交渉に起用して豊後国に派遣し、豊前国に入った元武は府内において再び大友義鎮に拝謁して大内氏への牽制依頼の了承を取り付けることに成功した。
毛利氏の依頼により直ちに府内を出陣して豊前国に入った大友義鎮は豊前国宇佐郡竜王に本陣を置いて豊前国の諸城への攻撃を開始。宇佐郡の三十六人衆を手始めとして、下毛郡長岩城の野中鎮種、京都郡松山城の杉重吉、京都郡馬ヶ岳城の貫親清、企救郡三岳城の長野吉辰、宇佐郡佐野城の佐野親重らを降し、豊前一国を概ね大友氏の勢力圏とした。大友氏の豊前国進攻を脅威に感じた肥前佐嘉城の龍造寺隆信や筑前五箇山城の筑紫惟門らは大友氏への対抗の為、同年秋に使者を派遣して毛利氏に誼を通じたので、元就は大内氏と大友氏への牽制のために龍造寺氏や筑紫氏と誼を通じた。
なお、元武の再びの豊後派遣に際して、同年8月14日に毛利元就・隆元父子は安芸国と周防国の間で50貫文の地を新たに与えることを元武に約束し、10月20日に毛利隆元は野間隆実の旧領である安芸国賀茂郡西条の内の勝屋25貫文と周防国玖珂郡多田25貫文の合計50貫文の地を元武に与えている。
同年11月15日、毛利隆元は元武の2度に渡る豊後派遣における辛労を賞し、豊後派遣の際に元武に随行させた被官1人、小者3人、中間2人を引き続き元武に随身させた。さらに、12月21日に隆元は元武に与えていた周防国玖珂郡多田の替地としての25貫文分に元武の豊後派遣における尽力を賞して5貫文を加えて、周防国玖珂郡日積の内の横山30貫文の地を与えている。以上のように、元武の豊後派遣に合わせて新たに知行地が加増されている点からも、その任務が重要であったことが窺われる。
大内氏が滅んで防長経略が完了した後の弘治3年（1557年）4月8日、大友義鎮から偏諱を用いた「鎮賢」の名を与えられた。
弘治4年（1558年）11月1日には毛利隆元が元武に安芸国賀茂郡西条高除の内の重安半名6町を給地として与え、同年11月3日に粟屋元親、粟屋元著、兼重元宣が連署した同様の内容の副状が発給されている。
防長経略においては協力関係を結んでいた毛利氏と大友氏であったが、防長経略後は関係が悪化しており、永禄4年（1561年）の門司城の戦いには元武も従軍し、11月5日に退却する大友軍への攻撃で武功を挙げた能島村上氏の村上武吉のもとに毛利隆元の使者として同年11月9日に赴いている。

### 伯耆・因幡の経略
永禄6年（1563年）7月3日、行松正盛と協力して伯耆国の尼子方諸城を攻略していた山田満重を討つために尼子義久が伯耆国会見郡の河岡城を攻撃したが、山田満重の奮戦により尼子軍の撃退に成功。同年11月頃に行松正盛が死去したため、その後任となった杉原盛重と共に山田満重は伯耆国の経略を進めた。
永禄7年（1564年）に入ると再び尼子軍が山田満重の河岡城を攻撃したため、元就は元武を援軍として河岡城に派遣。元武は嫡男の小寺就武を連れて、吉川元春が派遣した境経俊や小早川隆景が派遣した末近宗久らと共に5月10日に河岡城へ入城した。同日、毛利方として備中国から伯耆国に出陣していた三村家親は家臣の山本某を派遣して元武らの援軍を頼もしく思っている旨を元武に伝え、三村軍に同行していたとみられる香川光景と矢田秀職も元武に書状を送って、前日の5月9日に元武と相談できると思って安堵したが、情勢を鑑みて河岡城へ向かう元武を引き留めることはしなかったと伝えている。
同年5月12日に三村家親が帰陣することとなり、元武らも河岡城を開城して立ち退くという話が持ち上がったが、元武は就武、末近宗久、境経俊らと共に河岡城の守りを固めた。同年5月24日、毛利元就、吉川元春、小早川隆景の連名で末近宗久、元武、境経俊の3名に宛てて書状を送り、河岡城における活躍を称賛すると共に伯耆国人の南条宗勝と村上太郎左衛門尉の和合が重要であると伝えている。さらに同年6月15日にも元就は元武に書状を送り、5月12日の三村家親帰陣以降の河岡城守備について称賛している。
また、前年の永禄6年（1563年）3月に因幡守護の山名豊数から離反していた因幡神山城の武田高信が伯耆河岡城に在城する元武を通じて毛利氏に誼を通じ、同じ頃に田公氏も毛利氏と手を結んだと考えられている。さらに伯耆国羽衣石城の南条宗勝も武田高信と結んで因幡西部の山名氏領奪取を画策した。尼子義久は山名豊数と協力して毛利方の東進を阻止するために同年7月に因幡国と伯耆国の国境付近に兵を派遣し、元就は因幡経略の必要上、南条宗勝の援軍として伯耆河岡城の元武と伯耆由良嶋城の山田重直を派遣した。
元武は嫡男の就武、吉賀頼貞、一条市介、土屋七郎左衛門ら毛利軍や山田重直や南条宗勝ら伯耆衆と共に因幡西部に侵入し、同年7月22日に山名豊数の支城である因幡鹿野城の麓における武田高信と尼子・山名連合軍の合戦で武田高信に味方して勝利を収め、鹿野城を占拠した。この勝利について元就は同年8月2日付けで元武に送った感状で称賛し、後日褒美を与えることを約束している。また、武田高信も同年8月3日に元武と山田重直に書状を送ってその奮闘を謝し、以後もますます因幡西部の経略に尽力することを要請している。
同じ頃に山名惣領家である但馬守護の山名祐豊が因幡守護の山名豊数を援護するために但馬出石城を進発して因幡私部城に入城し、毛利氏と山名惣領家は対立状況に至る。8月23日には山名祐豊が毛利軍による鳥取城救援を阻止するためか鳥取城の西方約1里にある因幡国高草郡徳吉に布陣し、気多郡の大坂城や宮吉城へ進攻する動きを見せたため、元就の指示により毛利方の田公氏を救援するため、元武・就武父子と伯耆衆の山田重直や小森久綱らが宮吉城に入城して徳吉の但馬山名軍に備えた。同年8月25日に元武と山田重直は毛利元就に援兵の派遣と鉄砲の供給を要請し、要請を受けた元就は元武・就武父子と山田重直の適切な処置を褒め、9月2日に伯耆八橋城から兵50～60人と鉄砲20～30挺を急派した。
同年9月に元就が但馬山名氏との和睦交渉を進める中で武田高信が難色を示したため、同年9月28日に元就は元武と久芳賢直に対して但馬山名氏と武田高信との和睦について申し聞かせた内容をよく申し開きするようにと指示している。
以上のように因幡国の尼子方勢力である山名豊数を、西から元武、山田重直、南条宗勝らが、東から山名豊弘を擁立する武田高信らが圧迫したことで、山名豊数は死去または没落し、山名豊数を支援していた但馬山名惣領家と毛利氏との和睦も成立したことで因幡国においても毛利方勢力が優勢となり、尼子氏による因幡方面から月山富田城への兵糧供給が困難となった結果、毛利軍の包囲する月山富田城は孤立することとなった。
同年11月2日、毛利元就は元武、久芳賢直、矢田幸佐が井上神兵衛尉を使者として送ってきた書状に対する返書において、書状の内容について承知したので、因幡方面の儀について整え、早々に下国することが肝要と伝えている。
その後、元武は因幡と伯耆における尽力に対する知行宛行について愁訴を行っており、年不詳3月18日付けで兼重元宣、綿貫元重、児玉元良が元武に宛てた連署状では、伯耆国八橋郡の赤崎と内蔵の両所についてつぶさに申し上げており、知行を与えるべきであるが、吉川元春と相談できていないためまだ与えることができないとし、吉川元春は4月7日に国司元武に宛てた書状において、元武に因幡国で少し知行を与えるつもりだが未だ与えられていないので、少しでも与えられる土地があれば元武に与えられるよう取り成しを依頼している。
また、年不詳のためこの件に関係するかは不明であるが、年不詳11月8日付けで元武に宛てた吉川元春の書状では、「境春嘉宛ての元武の書状を披見した。元武が自ら内々に訴えていることについては似合いの儀が無いため未だ取り成しが出来ていないが、忘却していたり疎意があったりするわけではないので心中を察してほしい。次男の小寺元賢の進退についても申されているが誠に余儀は無い。また、近年の度々の出陣に尽力させていることについても失念していないので、どうにかして輝元からの御心付けがあるように配慮する」と伝えている。なお、この書状で元武が快気した旨も記されており、この書状以前に元武が病に罹っていたことが窺われる。

### 南条元続の離反
元亀元年（1570年）から元武は再び伯耆国に在国し、元亀2年（1571年）6月14日に毛利元就が死去した直後の8月27日、吉川元春は前年以来の元武の伯耆在国について労い、その尽力について毛利輝元によく報告するので輝元からの言葉があるだろうと元武に伝えている。
天正4年（1576年）、尼子氏の旧臣で南条氏家臣となっていた福山茲正が織田氏に内通していることが毛利氏に露見し、南条氏重臣である山田重直、鳥羽久友、南条信正、泉養軒長清、津村基信が吉川元春の本拠地である安芸国新庄に呼び出され対応を協議することとなった。山田重直らは福山茲正による謀で南条氏当主の南条元続は関与していないと弁明し、その主張を認めた吉川元春の命により伯耆国へ帰国した翌日の同年7月に福山茲正を討ち果たした。この時、山田重直らが南条元続や他の南条氏家臣に相談せずに福山茲正を誅殺した事について、諸方面に相談して計画が漏れて福山茲正の誅殺に失敗しては良くないためとしていることから、南条氏家中に福山茲正に加担する勢力がいたことや南条元続も信頼できない状況であったことを窺わせる。
南条氏における事件に対しては吉川元春が伯耆国に入って対処に当たることを考えていたところ、元春の病の養生により元武が事態の対応にあたっており、同年8月1日に吉川元春は境春嘉を使者として南条氏についての書状を元武に宛てて送り、福山茲正の事件については明確な証拠があるのは言うまでもなく重ねての事であるとして元武らの理解を求めると共に、これ以後に南条氏家中を鎮めることについて元武も異議が無いかを尋ねている。また、南条氏が今後も毛利方に味方するようにすることが肝要であり、事態は未だに落着していないため何かと讒言などもあるだろうとも述べている。
福山茲正の誅殺後は南条氏での混乱は見られなくなったが、天正7年（1579年）6月頃に備前国の宇喜多直家が毛利氏から離反したことで、南条氏の動向を疑った毛利輝元が山田重直を通じて重ねての人質提出を要求したところ、南条元続はかつて毛利氏が南条宗勝に約束した特別な支援を受けられるか不安に思ったためか、重臣の小鴨元清や南条信正らとの協議で南条信正の進言を容れて毛利氏への人質提出を拒否して織田氏へ服属することを決定。合わせて毛利方に近しい山田重直を南条氏居城の羽衣石城に呼び出して誅殺を図ったが失敗したため、同年9月1日には南条元続自ら小鴨元清と共に兵を率いて山田重直の居城である堤城を包囲して自害を迫った。何とか堤城を脱出して因幡国の鹿野城に逃れた山田重直・信直父子からの急報を受けた吉川元春は迎えの船を派遣して父子を救出し、出雲国安来で重直から伯耆国の詳細な状況報告を受けた。
ここで南条元続は毛利氏への異心無きことを誓う起請文を持たせて家臣の広瀬若狭守を吉川元春のもとに派遣したが、元春はこれを離反準備のための時間稼ぎと判断し、南条氏離反に備えて因幡国の鹿野城と若桜鬼ヶ城の守兵を増やすと共に、9月5日に南条元続へ再び人質要求することを毛利輝元に進言した。輝元は9月8日に全て元春の意見に同意する旨の書状を送り、一方で9月17日には元武に対して南条元続の離反の意思を翻意させる努力をするよう命じている。その後、南条氏を毛利方に留めさせる方策を講じたが南条氏ははっきりした態度を示さず、10月下旬に至っても人質を提出しなかったため、南条氏が宇喜多氏と結んで毛利氏を離反する考えを持っていると見なした吉川元春は南条氏攻めを決意して毛利輝元と小早川隆景に同意を求め、11月2日に隆景、11月5日に輝元の同意を得ている。ただし、元春は杉原盛重を南条氏の抑えとして残し、先に宇喜多氏を攻めて美作国を平定することで南条氏を孤立させる方針を取って、美作国と備中国で宇喜多氏との激戦を繰り広げることとなる。

### 晩年
天正8年（1580年）、毛利輝元の備中出陣に嫡男の小寺就武も従軍したが、虎倉城攻撃の途上の同年4月14日に下加茂の山中において宇喜多方の備前国人である伊賀久隆の強襲を受け、毛利軍は先鋒部隊の将であった粟屋元信を始めとして児玉元房、井上元勝、奈古屋元賀（奈古屋清賀）、三戸元好、宇多田藤右衛門、山県三郎兵衛、足立十郎右衛門、斉藤左衛門尉ら40人余りが討ち取られる大敗を喫した（加茂崩れ）。この時の撤退戦において就武は敵方に引き返して戦い戦死したため、次男の小寺元賢が元武の後継となった。
その後の元武の動向はよく分かっていないが、慶長3年（1598年）から慶長5年（1600年）頃に作成されたとみられる毛利氏の分限帳（広島御時代分限帳）には元武ではなく嫡男の元賢に458石が与えられていることが記されていることから、この時点で既に家督を元賢に譲って隠居していたとされる。
慶長5年（1600年）の関ヶ原の戦い後に毛利氏が長門国と周防国に減封されると元武もそれに従い、慶長9年（1604年）8月14日に死去。元武夫妻の墓は山口県長門市深川湯本の大寧寺にある。